# Посольство США в Уганде
Посольство Соединённых Штатов Америки в Уганде (англ. Embassy of the United States in Uganda) — дипломатическая миссия Соединённых Штатов Америки в Республике Уганда. Посольство находится в столице Уганды, городе Кампале.

## История
Соединённые Штаты установили дипломатические отношения с Угандой в 1962 году после обретения Угандой независимости от Великобритании. В это же время генеральное консульство США в Кампале получило статус посольства, а Олкотт Деминг стал временным поверенным в делах и после получил звание посла.
Нарушения прав человека правительствами Уганды обострили отношения США с Угандой, особенно с началом правления Иди Амина. Американское посольство в Кампале было закрыто 10 ноября 1973 года, когда весь американский дипломатический персонал был выведен из Уганды. Государственный департамент назвал в качестве причин приостановки работы дипмиссии: проблемы внутренней безопасности, операционные трудности для американских программ и персонала, неоднократные публичные угрозы в адрес сотрудников посольства и других американцев со стороны высокопоставленных должностных лиц Уганды. Тем не менее, дипломатические отношения между двумя странами не прерывались, Уганда поддерживала своё посольство в Вашингтоне, а американские интересы в Уганде представляла Германия.
После свержения Амина посольство США в Кампале было восстановлено 18 июня 1979 года с Дэвидом Холстедом в качестве временного поверенного в делах США. После прихода к власти президента Мусевени в 1986 году в Уганде наблюдалась относительная политическая стабильность и экономический рост. 
Посольство США в Кампале включает в себя: консульский отдел, миссию Агентства США по международному развитию, офис Центра по контролю и профилактике заболеваний, офис Национального института здравоохранения, офис Министерства обороны США, отдел миротворческих сил.